# USS Pilotfish (SS-386)
Za druga plovila z istim imenom glejte USS Pilotfish.
USS Pilotfish (SS-386) je bila jurišna podmornica razreda balao v sestavi Vojne mornarice Združenih držav Amerike.
Podmornico so kar dvakrat namerno potopili kot tarčo: prvič leta 1946 v sklopu jedrskega poskusa (Operacija Crossroads), drugič pa 16. oktobra 1948.